# Cypholoron
Cypholoron – rodzaj roślin z rodziny storczykowatych (Orchidaceae). Obejmuje 2 gatunki występujące w Ameryce Południowej w Ekwadorze i Wenezueli. 

## Systematyka
Rodzaj sklasyfikowany do podplemienia Oncidiinae w plemieniu Cymbidieae, podrodzina epidendronowe (Epidendroideae), rodzina storczykowate (Orchidaceae), rząd szparagowce (Asparagales) w obrębie roślin jednoliściennych.
Wykaz gatunków
- Cypholoron convexum Schuit. & de Vogel
- Cypholoron frigidum Dodson & Dressler